# Roelof de Wijkerslooth
Jhr. Roelof Jozef de Wijkerslooth de Weerdesteyn, heer van Weerdesteyn (Den Haag, 18 oktober 1946), is een Nederlands bestuurder en voormalig ambtenaar en topfunctionaris. 

## Biografische schets
Roelof de Wijkerslooth is een telg uit het adellijke geslacht De Wijkerslooth. Van moederszijde stamt hij uit de Maastrichtse fabrikantenfamilie Regout. Hij is de tweelingbroer van de jurist en hoogleraar prof. jhr. mr. Joan Lodewijk de Wijkerslooth de Weerdesteyn en tevens een broer van de KVP/CDA-politica jkvr. Madeleen Leyten-de Wijkerslooth de Weerdesteyn.
De Wijkerslooth studeerde chemische technologie aan de TU Delft en bedrijfseconomie aan de Erasmus Universiteit Rotterdam.
Hij werkte bij voedingsmiddelenfabrikant Unilever, waar hij onder meer verantwoordelijk was voor het succes van Cup-a-Soup. Daarna was hij van 1991 tot 1999 directeur-generaal Hoger Onderwijs bij het ministerie van OCW, alvorens hij per 1 mei 2000 in dienst trad van de Radboud Universiteit. Van 1 mei 2000 tot 31 mei 2012 was hij voorzitter van het college van bestuur van de Radboud Universiteit Nijmegen. De Wijkerslooth werd bij zijn afscheid geëerd met de Radboud Universiteitspenning in zilver en de Trajanuspenning van de gemeente Nijmegen.
In 2008 werd De Wijkerslooth benoemd tot officier in de Orde van Oranje-Nassau. Hij was kamerheer in Gelderland vanaf 1 januari 2008, wat hij bleef tot 1 februari 2019; hem werd op 19 december 2018 het Erekruis van de Huisorde van Oranje verleend, uitgereikt op 15 januari 2019.
In 1973 trad hij in Den Haag in het huwelijk met Gertrude Margret van Wiechen (1950). Het echtpaar heeft twee zoons en een dochter.